# 村田谅太
村田谅太（日语：村田 諒太（むらた りょうた），1986年1月12日—）是一名日本拳击运动员。他在2012年夏季奥林匹克运动会中，参加了男子拳击中量级比赛并获得金牌。他也参加了2011年世界拳击锦标赛，获得一枚银牌。